# New Breed
New Breed je páté sólové studiové album americké zpěvačky Dawn Richard. Vydáno bylo 25. ledna 2019 společnostmi Local Action Records a Our Dawn Ent. Na albu se podíleli například Cole M. Greif-Neill, Hudson Mohawke a Kaveh Rastegar. Album bylo do značné míry inspirováno zpěvaččiným dospíváním v New Orleans.

## Seznam skladeb
1. The Nine (Intro)
2. New Breed
3. Spaces
4. Dreams and Converse
5. Shades
6. Jealousy
7. Sauce
8. Vultures | Wolves
9. We, Diamonds
10. Ketchup and Po Boys (Outro)